# Leif Claesson
Leif Claesson, in America noto con il cognome Klaesson (Lidköping, 12 dicembre 1940), è un ex calciatore svedese, di ruolo attaccante.

## Caratteristiche tecniche
Claesson era un attaccante centrale forte e potente, dotato di un buon colpo di testa e tiro.

## Carriera
Claesson inizia la carriera nel Västra Frölunda, società che lascia nel 1965 per giocare nel IFK Göteborg, società militante nella massima serie svedese.
Nel 1967 si trasferisce negli Stati Uniti d'America per giocare nel Baltimore Bays, con cui dopo aver vinto la Eastern Division della NPSL, raggiungendo la finale della competizione, poi persa contro gli Oakland Clippers.
L'anno dopo inizia il campionato, prima edizione della NASL, sempre in forza ai Bays per poi passare a competizione in corso ai canadesi del Vancouver Royals, franchigia con cui giunge al quarto ed ultimo posto della Pacific Division.
Nel 1969 torna in patria per giocare al Djurgården, giocando per altre due stagioni nella massima serie svedese.